# Gutenborn
Gutenborn ist eine Gemeinde im Burgenlandkreis in Sachsen-Anhalt. Sie gehört der Verbandsgemeinde Droyßiger-Zeitzer Forst an.
Die Gemeinde wurde am 1. Januar 2010 aus dem freiwilligen Zusammenschluss der Gemeinden Bergisdorf, Droßdorf, Heuckewalde und Schellbach gebildet.
Der Zusammenschluss erfolgt vor dem Hintergrund der Gemeindegebietsreform in Sachsen-Anhalt und der im Begleitgesetz festgeschriebenen Mindestanzahl von 1000 Einwohnern in Gemeinden, die einer Verbandsgemeinde angehören.

## Ortsteile
| Ortschaft   | Einwohner | Ortsteile                                                       |  |
| ----------- | --------- | --------------------------------------------------------------- |  |
| Bergisdorf  | 419       | Bergisdorf, Golben und Großosida                                |  |
| Droßdorf    | 694       | Droßdorf, Frauenhain, Kuhndorf, Rippicha, Röden und Zetzschdorf |  |
| Heuckewalde | 434       | Giebelroth, Heuckewalde und Loitzschütz                         |  |
| Schellbach  | 492       | Lonzig, Ossig und Schellbach                                    |  |

## Politik

### Wappen
Das Wappen wurde am 3. März 2015 durch den Landkreis genehmigt.
Blasonierung: „In Gold auf einem Schildfuß aus 15 schwarzgefugten roten Ziegeln ein roter Zweischalenbrunnen stehend, aus dem Steigrohr beidseitig eine blaue Fontäne tretend, von der kleineren oberen Schale als blaue Tropfen abfallend.“
Das Wappen wurde vom Kommunalheraldiker Jörg Mantzsch gestaltet. Mit den gewählten Symbolen des Brunnens (altdeutsche Bezeichnung: Born) und die 15 unterschiedlich großen Ziegel wird Bezug auf den Namen der Gemeinde und ihrer 15 Ortsteile genommen.
Die Farben der Gemeinde sind Rot - Gelb.

### Flagge
Die Flagge ist rot - gelb (1:1) gestreift (Querform: Streifen waagerecht verlaufend, Längsform: Streifen senkrecht verlaufend) und mittig mit dem Gemeindewappen belegt.

## Söhne und Töchter der Gemeinde
- Julius Opel (1829–1895), Pädagoge und Historiker, in Loitzschütz geboren
- Carl Strauß (1857–1937), Jurist, Politiker, Bürgermeister von Hersfeld und Abgeordneter, in Ossig geboren